# Беньсі-Маньчжурський автономний повіт
41°17′54″ пн. ш. 124°07′17″ сх. д. / 41.29836° пн. ш. 124.1214° сх. д.
Беньсі-Маньчжурський автономний повіт (кит. 本溪满族自治县, пін. Bĕnxī Mănzú Zìzhìxiàn) — один із повітів КНР у складі префектури Беньсі, провінція Ляонін. Адміністративний центр — містечко Гуаньїньге.

## Географія
Беньсі-Маньчжурський автономний повіт лежить на висоті близько 100 метрів над рівнем моря на річці Тайцзи.

### Клімат
Повіт знаходиться у зоні, котра характеризується вологим континентальним кліматом. Найтепліший місяць — липень із середньою температурою 24 °C. Найхолодніший місяць — січень, із середньою температурою -11,4 °С.
| Клімат повіту Беньсі-Маньчжур | Клімат повіту Беньсі-Маньчжур | Клімат повіту Беньсі-Маньчжур | Клімат повіту Беньсі-Маньчжур | Клімат повіту Беньсі-Маньчжур | Клімат повіту Беньсі-Маньчжур | Клімат повіту Беньсі-Маньчжур | Клімат повіту Беньсі-Маньчжур | Клімат повіту Беньсі-Маньчжур | Клімат повіту Беньсі-Маньчжур | Клімат повіту Беньсі-Маньчжур | Клімат повіту Беньсі-Маньчжур | Клімат повіту Беньсі-Маньчжур | Клімат повіту Беньсі-Маньчжур |
| Показник                      | Січ.                          | Лют.                          | Бер.                          | Квіт.                         | Трав.                         | Черв.                         | Лип.                          | Серп.                         | Вер.                          | Жовт.                         | Лист.                         | Груд.                         | Рік                           |
| Середній максимум, °C         | −4,8                          | −0,4                          | 6,6                           | 16,2                          | 22,6                          | 27                            | 28,6                          | 28,3                          | 23,6                          | 16,1                          | 5,7                           | −2,1                          | 14                            |
| Середня температура, °C       | −11,4                         | −6,6                          | 1                             | 10,2                          | 16,7                          | 21,4                          | 24                            | 23,1                          | 17,1                          | 9,5                           | 0                             | −8                            | 8,1                           |
| Середній мінімум, °C          | −16,8                         | −11,8                         | −4                            | 4,5                           | 10,9                          | 16,2                          | 19,9                          | 18,9                          | 12                            | 4,2                           | −4,7                          | −12,8                         | 3                             |
| Норма опадів, мм              | 8.6                           | 10                            | 21.2                          | 46.2                          | 64.1                          | 103.3                         | 205.4                         | 182.5                         | 63.5                          | 46.5                          | 26.6                          | 12                            | 789.9                         |
| Вологість повітря, %          | 64                            | 58                            | 53                            | 50                            | 56                            | 66                            | 77                            | 78                            | 73                            | 64                            | 63                            | 65                            | 63.9                          |
| ----------------------------- | ----------------------------- | ----------------------------- | ----------------------------- | ----------------------------- | ----------------------------- | ----------------------------- | ----------------------------- | ----------------------------- | ----------------------------- | ----------------------------- | ----------------------------- | ----------------------------- | ----------------------------- |
| Джерело: data.cma.cn          |                               |                               |                               |                               |                               |                               |                               |                               |                               |                               |                               |                               |                               |